# Dolichodynerus turgiceps
Dolichodynerus turgiceps är en stekelart som först beskrevs av Richard Mitchell Bohart 1939.  Dolichodynerus turgiceps ingår i släktet Dolichodynerus och familjen Eumenidae. Inga underarter finns listade i Catalogue of Life.